# Ибряев, Константин Иванович
Константи́н Ива́нович Ибря́ев (31 июля 1923 — 7 декабря 1983) — поэт-песенник, журналист газеты «Пионерская правда» и журналов «Пионер», «Вожатый», редактор молодёжных радиопередач.

## Биография
Родился 31 июля 1923 года. В годы Великой Отечественной войны командир взвода управления бронепоезда, был тяжело ранен.
Умер 7 декабря 1983 года. Похоронен в Москве на Преображенском кладбище (участок № 13).

## Творчество
- Баллада о юнге Саше Ковалёве
- Барабаны молчите (Посвящение Ленину)
- Берём с коммунистов пример
- Волшебный горн
- Выдумывай, пробуй, твори!
- Гори, заря
- Горы, горы
- Дворец пионерской мечты
- Доброе утро, Артек!
- Есть на свете такая сторонка
- Звёздочка Ильича
- Здравствуй, Артек!
- Здравствуй, Отчизна!
- Здравствуй, Родина моя!
- Здравствуйте, мамы!
- Идём дорогой Ленина
- Клятва Орлёнка
- Когда собирается юность (Солнцу не гаснуть)
- Кожаный мяч
- Костёр пионерской мечты
- Любимая наша сестра
- Мальчишки — народ боевой
- Мечте навстречу
- Мы завтра — советский народ
- Мы к походу готовы
- Мы на марше
- Мы о Родине поём
- На лыжи, друзья
- Нам мир завещано беречь
- Напиши мне письмо
- Наташка-первоклашка
- Наш весёлый экипаж
- Наша школьная страна
- Одноклассники
- Орлята России
- Отзовитесь, герои
- Песня нашего сердца
- Песня о Ленине
- Песня юных мастеров
- Пионерский характер
- Планета у нас голубая
- Пост номер один
- Раскрыта книга
- Салют, Победа!
- Самая счастливая
- Свет Родины
- Сияйте, наши звёздочки
- Славься, наша Москва!
- Солдатские звёзды
- Солнечными маршрутами
- Солнцу и дружбе — салют!
- Солнцу навстречу
- Спасибо учителям!
- Столица счастливого детства
- Утро школьное, здравствуй!
- Школьная карта
- Шуми, сосна

и другие.
Много сотрудничал с композитором Ю. М. Чичковым, а также С. А. Кацем, П. К. Аедоницким, В. Шаинским и другими. В 1981 году увидела свет книга «Нам с тобою семнадцать» с песнями на стихи К. Ибряева (стихи и ноты).
Часть стихотворений рассчитана на взрослую аудиторию.

## Награды
- орден Красной Звезды (26.II.1945)
- медали